# علم دراسة الحيوانات الخفية
علم دراسة الحيوانات الخفية، أو الكريبتوزوولوجي، هو علم زائف وثقافة فرعية تهدف إلى إثبات وجود كيانات من السجل الفولكلوري، مثل بيغ فوت أو تشوباكابرا أو موكيلي مبيمبي. يشير علماء الحيوانات الخفية إلى هذه الكيانات بالكريبتدز، وهو مصطلح صاغته الثقافة الفرعية. نظرًا إلى أنه لا يتبع المنهج العلمي، فإن علم دراسة الحيوانات الخفية يعتبر علمًا زائفًا من قبل العالم الأكاديمي: إنه ليس فرعًا لعلم الحيوان ولا لدراسات الفولكلور. تأسس في الأصل في الخمسينيات من قبل عالمي الحيوان، برنارد هوفلمانز وإيفان ت. ساندرسون.
لاحظ الدارسون أن العلم الزائف قد رفض المناهج العلمية السائدة منذ وقت مبكر، وأن أتباعه غالبًا ما يعبرون عن عدائهم للعلم السائد. درس العلماء أخصائيي علم دراسة الحيوانات الخفية وتأثيرهم (بما في ذلك ارتباط العلم الزائف بخلقية الأرض الفتية)، ولاحظوا أوجه التشابه بين علم دراسة الحيوانات الخفية والعلوم الزائفة الأخرى مثل صيد الأشباح وعلم الأجسام الطائرة مجهولة الهوية، وسلط الضوء على ترويج وسائل الإعلام غير النقدي لمزاعم علماء الحيوانات الخفية.

## المصطلحات والتاريخ والنهج
بوصفه مجالًا، ينشأ علم دراسة الحيوانات الخفية من أعمال برنارد هوفلمانز، عالم الحيوان البلجيكي، وإيفان ت. ساندرسون، عالم الحيوان الاسكتلندي. الجدير بالذكر أن هوفلمانز نشر كتاب على درب الحيوانات المجهولة في عام 1955، وهو عمل بارز بين علماء دراسة الحيوانات الخفية أعقبه العديد من الأعمال الأخرى المشابهة. بالمثل، نشر ساندرسون سلسلة من الكتب التي ساعدت في تطوير السمات المميزة للعلم الزائف، بما في ذلك أناسي جليد مقيتون: أسطورة تخرج للحياة. 
يرجع مصطلح كريبتوزوولوجي إلى عام 1959 أو قبل ذلك - ينسب هوفلمانز صياغة مصطلح كريبتوزوولوجي («دراسة الحيوانات الخفية») إلى ساندرسون. صيغ مصطلح كريبتد في عام 1983 على غرار كريبتوزوولوجي، من قبل عالم دراسة الحيوانات الخفية ج. ي. وول في العدد الصيفي من النشرة الإخبارية للجمعية الدولية للكريبتوزوولوجي. وفقًا لوول، «لقد اقتُرِحَت صياغة مصطلحات جديدة لتحل محل المصطلحات المثيرة والمضللة غالبًا مثل «وحش». اقتراحي هو«كريبتد»، وهو ما يعني كائنًا حيًا يتمتع بصفة كونه خفيًا أو مجهولًا... لوصف تلك المخلوقات التي تعد (أو قد تكون) موضوعات تحقيق في الكريبتوزوولوجي». يعرف قاموس أكسفورد الإنجليزي الاسم كريبتد بأنه «حيوان وجوده أو بقاؤه حتى يومنا هذا هو محل نزاع أو غير مثبت، أي حيوانٌ ذو أهمية لعلماء الحيوانات الخفية». في حين يستخدمه معظم علماء الحيوانات الخفية، فإن مصطلح كريبتد لا يُستخدم من قبل علماء الحيوان الأكاديميين. في مرجع يستهدف الطلاب الجامعيين، لاحظ الأكاديميان كاليب دبليو. لاك وجاك روسو أن تركيز الثقافة الفرعية على ما تعتبره «كريبتدز» هو امتداد علمي زائف للتصديق القديم في الوحوش وغيرها من الكائنات المماثلة من سجل الفولكلور، ولكن مع «اسم جديد يبدو علميًا أكثر: كريبتدز». 
بينما يتعرف علماء الأحياء بانتظام على الأنواع الجديدة، غالبًا ما يركز علماء الحيوانات الخفية على المخلوقات من سجل الفولكلور، بما في ذلك أكثرهم شهرة، والذين يضمون وحش لوخ نس، وبيغ فوت، وتشوباكابرا، بالإضافة إلى «البهائم المهيبة الأخرى التي يمكن وصفها بالوحوش». في بحثهم عن هذه الكائنات، يمكن لعلماء الحيوانات الخفية استخدام أجهزة مثل الكاميرات الحساسة للحركة، ومعدات الرؤية الليلية، ومعدات التسجيل الصوتي. في حين كانت هناك محاولات لتحديد نهج علم دراسة الحيوانات الخفية، لكن «لا توجد طرق مقبولة أو موحدة أو ناجحة لتتبع الكريبتدز»، ذلك بخلاف ما هو عليه بالنسبة لعلماء الأحياء وعلماء الحيوان وعلماء النبات والتخصصات الأكاديمية الأخرى. حدد بعض العلماء سلائف علم الكريبتوزوولوجي الحديث في بعض نهج العصور الوسطى لسجل الفولكلور، وكان علم النفس وراء نهج العلم الزائف موضع دراسة أكاديمية.
حصل القليل من علماء الحيوانات الخفية على تعليم علمي رسمي، ولدى عدد أقل خلفية علمية ذات صلة مباشرة بعلم دراسة الحيوانات الخفية. غالبًا ما يحرّف الأتباع الخلفيات الأكاديمية لعلماء الحيوانات الخفية. وفقًا للكاتب دانييل لوكستون وعالم الحفريات دونالد بروثيرو، «غالبًا ما كان علماء الحيوانات الخفية يروجون للبروفيسور روي ماكال، الحاصل على دكتوراه، كواحد من الشخصيات البارزة وأحد القلائل الحاصلين على دكتوراه شرعية في علم الأحياء، ولكن نادرًا ما يُذكر أنه لم يتلق تدريبًا يؤهله لإجراء بحث كفؤ عن الحيوانات الغريبة. هذا ما يثير شبح «المتاجرة بالترويج»، الذي يخادع من خلاله الفرد أو المنظمة باستخدام الشهادة العليا لشخص ما كدليل على الخبرة، على الرغم من أن تدريبه أو تدريبها لا يرتبط تحديدًا بالمجال قيد النظر». بالإضافة إلى هوفلمانز وساندرسون وماكال، هناك علماء بارزون في علم دراسة الحيوانات الخفية لديهم خلفيات أكاديمية مثل غروفر كرانتز وكارل شوكر وريتشارد غرينويل. 
تاريخيًا، حدد علماء الحيوانات الخفية البارزون في كثير من الأحيان حالات تشتمل على «أدلة لا يمكن دحضها» (مثل ساندرسون وكرانتز)، ليُكتشف فيما بعد أن الأدلة نتاج خدعة. قد يحدث هذا أثناء فحص أقرب من قبل الخبراء أو عند اعتراف المخادع. 

### خلقية الأرض الفتية
تعمل مجموعة فرعية من علماء الحيوانات الخفية على تشجيع علم خلقية الأرض الفتية الزائف، وترفض العلم التقليدي لصالح تفسير إنجيلي وتروج لمفاهيم مثل «الديناصورات الحية». تلاحظ الكاتبة العلمية شارون أ. هيل أن قسم خلقية الأرض الفتية من علم دراسة الحيوانات الخفية «ممول جيدًا وقادر على إجراء حملات بهدف العثور على ديناصور حي يعتقدون أنه سيبطل التطور». يقول عالم الأنثروبولوجيا جيب ج. كارد إن «اعتنق الخلقيون علم دراسة الحيوانات الخفية وبعضُ الحملات الاستكشافية يمولها ويديرها خلقيون يأملون في دحض التطور». في مقابلة في عام 2013، لاحظ عالم الحفريات دونالد بروثيرو زيادة في علماء الحيوانات الخفية الخلقيين. يلاحظ أن «الأشخاص الذين يبحثون بنشاط عن وحش لوخ نس أو موكيلي مبيمبي يفعلون ذلك تمامًا كنظار خلقيين. يعتقدون أنه إذا وجدوا ديناصورًا في الكونغو، فسوف يسقط التطور بأكمله. لن يفعل. سيكون مجرد ديناصور متأخر الحدوث، لكن هذا هو مفهومهم الخاطئ للتطور».
نقلًا عن المعرض الخلقي لعام 2013 في بطرسبرغ، كنتاكي، المكرس على نطاق واسع لخلقية الأرض الفتية، والذي ادعى أن التنانين مخلوقات بيولوجية كانت تسير في السابق على الأرض جنبًا إلى جنب مع الإنسانية، يلاحظ أكاديمي الدراسات الدينية جاستين موليس أن «علم دراسة الحيوانات الخفية لديه تاريخ طويل وغريب مع خلقية الأرض الفتية، مع كون هذا المعرض الجديد واحد فقط من أحدث الأمثلة».

### عدم وجود تغطية إعلامية نقدية
غالبًا ما تنشر وسائل الإعلام المعلومات بشكل غير ناقد من مصادر علم دراسة الحيوانات الخفية، بما في ذلك الصحف التي تكرر الادعاءات الكاذبة التي أدلى بها علماء الحيوانات الخفية أو البرامج التلفزيونية التي تظهر اختصاصييه كصائدي وحوش (مثل البرنامج التلفزيوني الأمريكي الشهير وغير الخيالي زعمًا، مانستر كويست، الذي بث منذ 2007-2010). غالبًا ما تفشل التغطية الإعلامية للـ «كريبتدز» المزعومين في تقديم تفسيرات أكثر ترجيحًا، ما يزيد من نشر الادعاءات التي يقدمها علماء الحيوانات الخفية. 

## وصلات خارجية
- علم دراسة الحيوانات الخفية على مشروع الدليل المفتوح